# Goccia a goccia
Goccia a goccia è un brano della rockband italiana Litfiba. È il terzo singolo estratto, nel 1997 dall'album "Mondi sommersi".

## Tracce
1. Goccia a goccia – 4:42

## Edizioni
solo "Cardsleeve edition" (busta in cartoncino)

## Formazione
- Piero Pelù - voce
- Ghigo Renzulli - chitarra, voce addizionale
- Daniele Bagni - basso
- Roberto Terzani - campionamenti, grooves e voce addizionale
- Franco Caforio - batteria
- Candelo Cabezas - percussioni e "co-ritmi"